# Réserve naturelle régionale géologique de Pontlevoy
La réserve naturelle régionale géologique de Pontlevoy (RNR228) est une réserve naturelle régionale située en région Centre-Val de Loire. Classée en 2011, elle occupe une surface de 1,91 hectare et protège une ancienne carrière de calcaire de Beauce comportant des faluns.

## Localisation

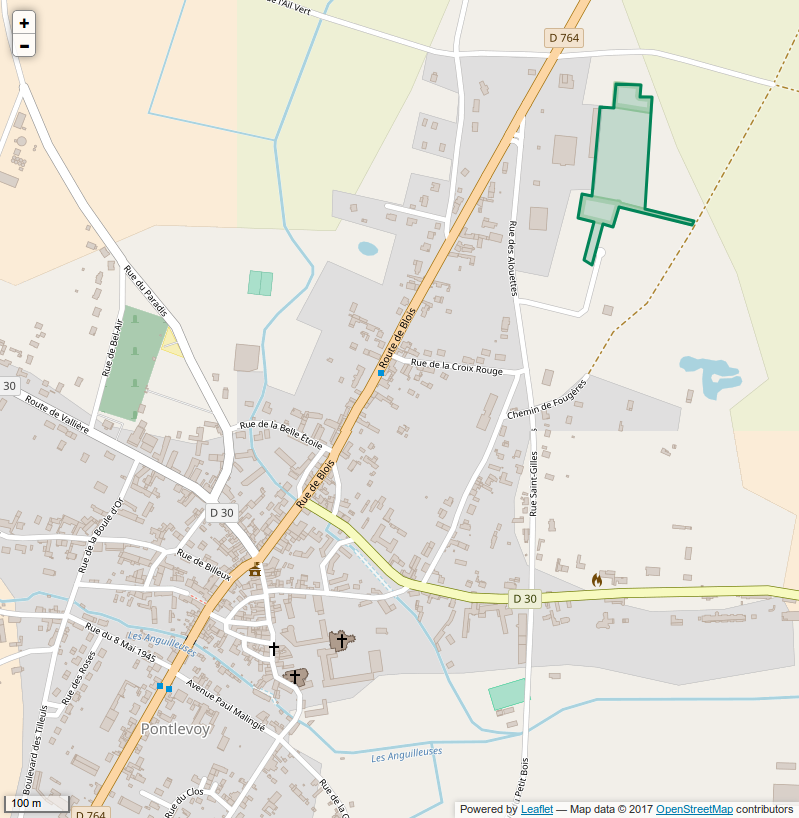
Périmètre de la réserve naturelle.

Le territoire de la réserve naturelle est dans le département de Loir-et-Cher, sur la commune de Pontlevoy. Il se situe au nord de la commune, en bordure de la D764. Par sa petite surface (1,91 hectare), la réserve se classe en quatorzième position des plus petites réserves naturelles de France.

## Histoire du site et de la réserve
Le site a été initialement classé en réserve naturelle volontaire en 1979.

## Écologie (biodiversité, intérêt écopaysager…)
L'intérêt du site est essentiellement d'ordre géologique et paléontologique. Il est constitué par une carrière de calcaire de Beauce dont les bancs sont recouverts par endroits par des faluns. Ceux-ci se sont déposés au fond d'une mer chaude et peu profonde au début du Miocène moyen (Langhien), il y a environ 16 à 14 Ma (millions d'années). Le site présente une grande diversité de fossiles.

## Géologie
Le site correspond à des formations du Langhien pour les faluns, du Burdigalien pour les sables et marnes et de l'Aquitanien pour les calcaires.

## Intérêt touristique et pédagogique
Des visites guidées sont proposées aux visiteurs, par le CDPNE. Le site est aménagé avec des panneaux. Il permet de voir le front de taille avec différentes couches : faluns, sables gris et calcaire.

## Administration, plan de gestion, règlement
L’administration locale et la gestion de la réserve ont été placées sous la responsabilité du
C.D.P.N.E. Loir-et-Cher, 34 avenue Maunoury, 41000 BLOIS Cedex
Les fouilles ne sont pas autorisées.

### Outils et statut juridique
La RNV a été créée le 21 septembre 1986. La réserve naturelle régionale a été classée par une délibération du Conseil régional du 15 avril 2011. À la suite d'une consultation publique en 2019, le périmètre a été étendu à 1,91 ha en 2020.